# تام إمبالا
تام إمبالا هي فرقة موسيقى سايكدلية أسترالية تأسست في 2007.

## روابط خارجية
تام إمبالا على موقع ميوزك برينز (الإنجليزية)
- تام إمبالا على موقع رولينغ ستون (الإنجليزية)
- تام إمبالا على موقع أول ميوزيك (الإنجليزية)
- تام إمبالا على موقع ديسكوغز (الإنجليزية)